# Nematogmus longior
Nematogmus longior là một loài nhện trong họ Linyphiidae.
Loài này thuộc chi Nematogmus. Nematogmus longior được miêu tả năm 2008 bởi Da-xiang Song & Li.